# Recovery Glacier
Recovery Glacier är en glaciär i Antarktis. Den ligger i Östantarktis. Argentina och Storbritannien gör anspråk på området. Recovery Glacier ligger 1 064 meter över havet.
Terrängen runt Recovery Glacier är huvudsakligen platt. Recovery Glacier ligger nere i en dal. Trakten är obefolkad. Det finns inga samhällen i närheten.